# Boston Heights (Ohio)
Boston Heights es una villa ubicada en el condado de Summit en el estado estadounidense de Ohio. En el Censo de 2010 tenía una población de 1300 habitantes y una densidad poblacional de 72,79 personas por km².

## Geografía
Boston Heights se encuentra ubicada en las coordenadas 41°15′9″N 81°30′28″O / 41.25250, -81.50778. Según la Oficina del Censo de los Estados Unidos, Boston Heights tiene una superficie total de 17.86 km², de la cual 17.86 km² corresponden a tierra firme y (0.01%) 0 km² es agua.

## Demografía
Según el censo de 2010, había 1300 personas residiendo en Boston Heights. La densidad de población era de 72,79 hab./km². De los 1300 habitantes, Boston Heights estaba compuesto por el 95.92% blancos, el 2.08% eran afroamericanos, el 0.08% eran amerindios, el 0.69% eran asiáticos, el 0% eran isleños del Pacífico, el 0% eran de otras razas y el 1.23% pertenecían a dos o más razas. Del total de la población el 0.77% eran hispanos o latinos de cualquier raza.